# Булактуй
Булакту́й (бур. Булагта) — село в муниципальном районе «Агинский район» Агинского Бурятского округа в Забайкальском крае России.
Входит в состав сельского поселения «Урда-Ага».

## География
Находится на речке Булактуй (левобережье Аги) в 13 км к северо-востоку от центра сельского поселения, села Урда-Ага, и в 1,5 км к юго-западу от села Амитхаша, в 8 км от районного центра — пгт Агинское.
Климат
Климат характеризуется как резко континентальный засушливый. Абсолютный минимум температуры воздуха самого холодного месяца (января) составляет −56 °C; абсолютный максимум самого тёплого месяца (июля) — 38 °C. Среднегодовое количество атмосферных осадков составляет 250—380 мм.

## История
Образовано в 1923 году.

## Население
| 2010 | 2021 |
| ---- | ---- |
| 152  | ↗168 |

национальный состав
Согласно результатам переписи 2002 года, в национальной структуре населения буряты составляли 84 % от 239 чел..

## Инфраструктура
15 домов.

## Транспорт
Региональная автодорога Агинское — Дульдурга.